# Вітренко Андрій Олександрович
Андрій Олександрович Вітренко (нар. 23 травня 1977) — український науковець; доктор економічних наук. Депутат Київської міської ради ІХ-го скликання від партії «Слуга народу».

## Життєпис
У 2000 році закінчив Київський національний торговельно-економічний університет. Відтоді до 2003 там і працював асистентом кафедри економічної теорії. З 2003 по 2020 — працював у Київському національному університеті імені Тараса Шевченка, пройшовши шлях від асистента кафедри до заступник декана економічного факультету.
У 2005 захистив кандидатську дисертацію, а у 2017 — докторську.
З 16 липня до 23 грудня 2020 року заступник Міністра освіти і науки України.
З вересня 2020 року — член Атестаційної колегії МОН України та Комісії з питань координації євроатлантичної інтеграції України.
З 24 грудня 2020 року — заступник Міністра освіти і науки України з питань європейської інтеграції
З 11 серпня 2021 року Перший заступник Міністра освіти і науки України (розпорядження № 917-р від 11 серпня 2021 р.)
З 30 березня 2023 року призначений на посаду заступника Міністра освіти і науки України (розпорядження № 264-р від 30 березня 2023 р.)
На місцевих виборах 2020 року був обраний депутатом Київської міської ради ІХ-го скликання.

## Наукова кар'єра
У 2005 рр. — захистив кандидатську дисертацію на тему: «Ринок рекламних послуг у трансформаційній економіці».
2004—2012 рр. — асистент кафедри економічної теорії у Київському національному університеті імені Тараса Шевченка.
2012—2014 рр. — доцент кафедри економічної теорії у Київському національному університеті імені Тараса Шевченка.
2010—2016 рр. — заступник декана з міжнародного співробітництва економічного факультету Київського національного університету імені Тараса Шевченка.
2014—2017 рр. — докторант кафедри економічної теорії, Київський національний університет імені Тараса Шевченка.
У 2017 р. — захистив докторську дисертацію на тему: «Розвиток сфери послуг в умовах постіндустріальних трансформацій».
З 2017 р. по липень 2020 р. — доцент кафедри економічної теорії, макро- і мікроекономіки, Київський національний університет імені Тараса Шевченка.
Упродовж 2017—2020 рр. — заступник декана з наукової роботи та міжнародного співробітництва економічного факультету Київського національного університету імені Тараса Шевченка.

## Вибрані праці[5]

### Монографії та посібники
- Сервісна економіка: теорія, сучасні виклики та глобальні тренди / А. О. Вітренко. ― К. : Знання, 2016. ― 413 с.
- Економічна стратегія та політика реалізації європейського вектору розвитку України: концептуальні засади, виклики та протиріччя: монографія. — Київ: СІК ГРУП Україна, 2018. — 533 с. (у співавторстві)
- Економічна метеорологія: підручник / Шевченко О. Г., Сніжко С. І., Вітренко А. О. — Київ: Майстер книг, 2019. — 350 с. (у співавторстві)

### Статті
- Динаміка трансформацій української сфери послуг / А. О. Вітренко // European Journal of Economics and Management. Czehia. ― 2017. ― Vol. № 3, Issue № 2. ― P. 16―28
- Theoretical comparative analysis of «a good» and «a service» as base economic theory's categories / A. O. Vitrenko // Studia securitatis. Romania. ― 2016. ― № 2, Vol. X. ― P. 112―121
- Service sector in the structure of the national economy of Ukraine: features, dynamics and main trends / A. O. Vitrenko // Revista Economica. Romania. ― 2016. ― № 68:3. ― P. 202―215
- Інституційні засади функціонування ринку рекламних послуг та їх особливості в економіці України // Вісник КНУ імені Тараса Шевченка. Серія Економіка. — 2004. — Вип. 68. — С. 59-64.
- Товар та товарність на ринку рекламних послуг // Актуальні проблеми економіки. — 2003. — № 10(28). — С. 99-104.
- Функції реклами та її вплив на економічну систему // Теоретичні та прикладні питання економіки. — 2003. — № 3. — С. 204—210.
- Рекламна діяльність як передумова успіху процесу модернізації ДПС України // Науковий вісник Академії державної податкової служби. — 2002. — № 4(18). — С. 129—131.